# Ерішум III
Ерішум III — ассирійський правитель першої половини XVI століття до н. е.